# Seoca, Andrijevica
Seoca este un sat din comuna Andrijevica, Muntenegru. Conform datelor de la recensământul din 2003, localitatea are 117 locuitori (la recensământul din 1991 erau 283 de locuitori).

## Demografie
În satul Seoca locuiesc 86 de persoane adulte, iar vârsta medie a populației este de 34,5 de ani (33,5 la bărbați și 35,6 la femei). În localitate sunt 32 de gospodării, iar numărul mediu de membri în gospodărie este de 3,66.
Această localitate este populată majoritar de sârbi (conform recensământului din 2003)
|  |

| Demografie | Demografie | Demografie |
| An         | Locuitori  | Locuitori  |
| ---------- | ---------- | ---------- |
|            |            |            |
|            |            |            |
|            |            |            |
|            |            |            |
| 1948       | 475        |            |
| 1953       | 446        |            |
| 1961       | 445        |            |
| 1971       | 409        |            |
| 1981       | 434        |            |
| 1991       | 283        | 271        |
| 2003       | 125        | 117        |

| \| Componența etnică conform recensământului din 2003[2] \| Componența etnică conform recensământului din 2003[2] \| Componența etnică conform recensământului din 2003[2] \| Componența etnică conform recensământului din 2003[2] \| Componența etnică conform recensământului din 2003[2] \| \| ----------------------------------------------------- \| ----------------------------------------------------- \| ----------------------------------------------------- \| ----------------------------------------------------- \| ----------------------------------------------------- \| \| \| \| \| \| \| \| Sârbi \| Sârbi \| \| 97 \| 82,9% \| \| Muntenegreni \| Muntenegreni \| \| 19 \| 16,23% \| \| necunoscută \| necunoscută \| \| 0 \| 0% \| |              |  |    |        |
| Componența etnică conform recensământului din 2003 |              |  |    |        |
| |              |  |    |        |
| Sârbi | Sârbi        |  | 97 | 82,9%  |
| Muntenegreni | Muntenegreni |  | 19 | 16,23% |
| necunoscută | necunoscută  |  | 0  | 0%     |